# آگنش چومور
آگنش چومور (مجاری: Ágnes Csomor؛ زادهٔ ۱۳ ژوئن ۱۹۷۹) بازیگر تئاتر، سینما و تلویزیون اهل مجارستان است.
از فیلم‌ها یا مجموعه‌های تلویزیونی که وی در آن‌ها نقش داشته‌است، می‌توان به «در میان دوستان» (۲۰۱۴) اشاره نمود.